# Цифровой тёмный век
Цифрово́й тёмный век — понятие, описывающее потенциальное исчезновение исторических данных в информационную эру из-за потери доступа к электронным документам. К этому сценарию могут привести отсутствие практик электронного архивирования, устаревание форматов файлов и носителей информации. Понятие «цифровой тёмный век» является отсылкой к термину «Тёмные века», часто используемому для описания Средневековья. 
Проблему начали обсуждать уже в конце 1990-х годов, когда сохранённые в старых форматах файлы перестали быть доступными, а магнитные ленты и диски начали портиться, что привело к исчезновению многих крупных баз данных. Со временем был утерян доступ и к постепенно вышедшим из оборота накопителям и носителям информации, включая дискеты, zip-накопители и компакт-диски. Для обозначения исчезновения информации в 1997 году на конференции Международной федерации библиотечных ассоциаций и учреждений было предложено использовать термин «цифровой тёмный век».
Для предотвращения наступления «тёмного века» исследователи предлагают развивать практики электронного архивирования и создавать бумажные копии цифровых данных.

## Характеристика
Традиционно архивированием и сохранением информации занимались монахи и монастыри. Их работа обеспечила сохранность информации о наследии греческих, римских и арабских культур. С распространением книгопечатания в XV веке эти обязанности постепенно перешли к библиотекарям и архивариусам частных и публичных библиотек, отслеживающих информацию об имущественных правах, налоговых документах, импорте и экспорте. Вплоть до начала информационной эры в конце XX столетия подавляющее большинство материалов хранилось на бумажных носителях. Несмотря на существующую опасность пожелтения страниц и потенциальную уязвимость перед огнём, водой и разрушением из-за времени, такие документы были универсально доступны.
С наступлением «информационной эры» обмен данными стал преимущественно цифровым. Поэтому всё больше исследователей стали задаваться вопросом,  что произойдёт в случае полного перехода на электронный формат при одновременном отсутствии физических копий, вроде печатных документов и фотографий. По их мнению, существует риск, что многие данные будут однажды утеряны и будущие поколения не смогут получить к ним доступ.
Уже к концу 1990-х годов стали очевидны недостатки архивирования электронных документов. Так, сохранённые в старых форматах файлы перестали быть доступными, а магнитные ленты и диски начали портиться, что привело к исчезновению многих крупных баз данных. Со временем был утерян доступ к постепенно вышедшим из оборота накопителям и носителям информации, включая дискеты, zip-накопители и компакт-диски.
В 1997 году на конференции Международной федерации библиотечных ассоциаций и учреждений исследователи впервые предложили использовать термин Digital Dark Age или «цифровой тёмный век» для описания этой проблемы. Словосочетание «тёмный век» является отсылкой к эпохе средних веков — периоду, который характеризовался практически полным отсутствием письменных свидетельств. Другие эксперты называют XXI век «информационной чёрной дырой» из опасения, что программное обеспечение и компьютеры будущего не смогут воспроизвести созданные в наше время данные. В 2015 году американский учёный и вице-президент Google Винтон Серф выступил с заявлением, что человечество движется к «цифровому тёмному веку». В своём выступлении в Национальном пресс-клубе Вашингтона он выразил обеспокоенность общим состоянием сохранения электронных материалов и выступил за разработку практик архивирования электронной информации в соответствии с законодательством об авторском праве.

## Причины
С архивированием цифровых данных в XXI веке связаны две основные проблемы. Первая — это необходимость сохранения физического носителя  в рабочем состоянии. Политические кризисы, а также природные катастрофы, вроде наводнений и землетрясений, могут помешать обслуживанию оборудования и поддержанию его в рабочем состоянии.
Вторая причина связана с устареванием форматов — многие из них в будущем могут оказаться нечитаемыми. Это связано с развитием программного обеспечения, появлением новых форматов файлов и окончанием поддержки старых.

## Примеры

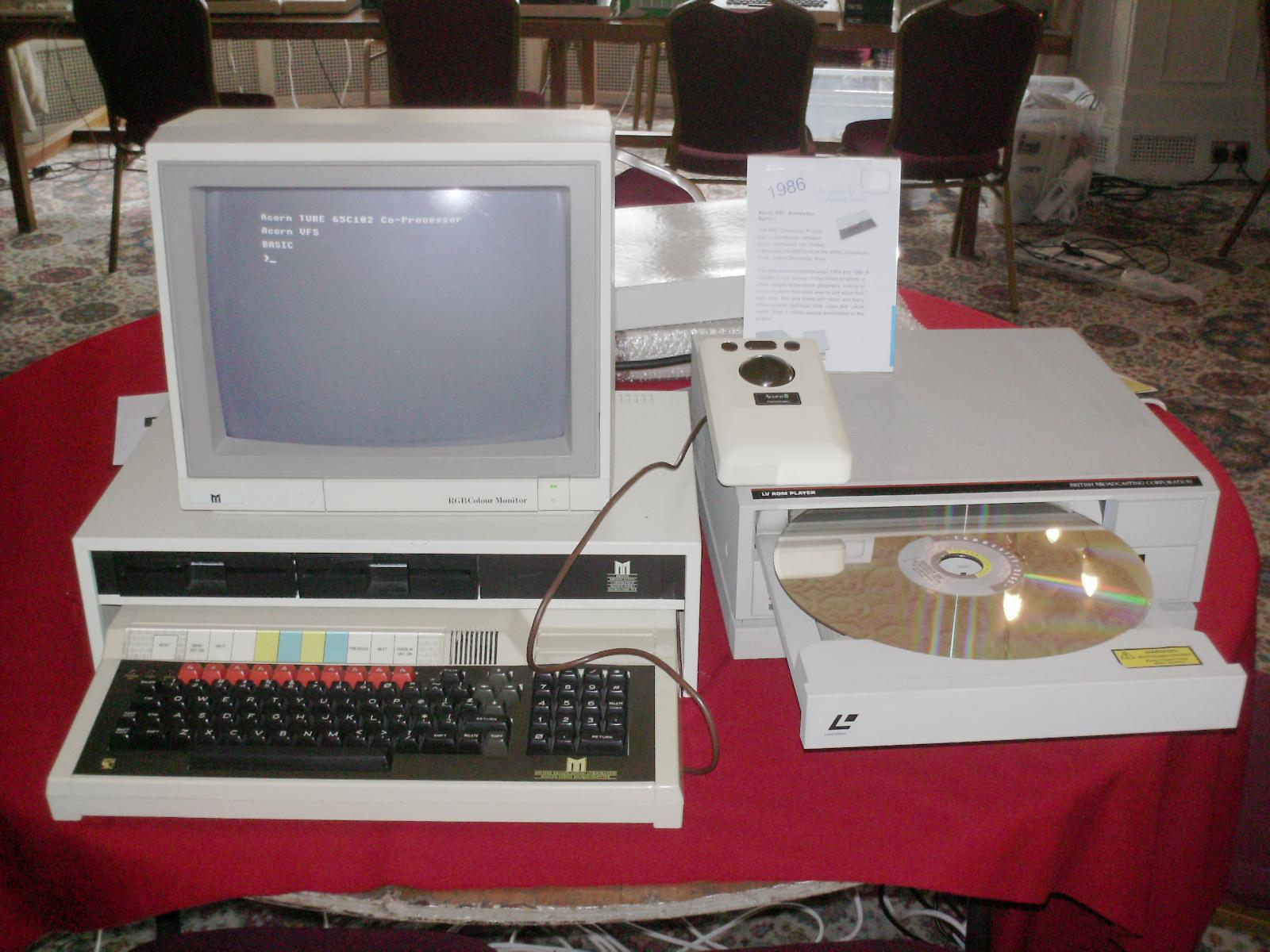
Компьютерный терминал с лазерным диском, содержащим информацию из проекта BBC «Судный день» 1986 года

В 1986 году BBC запустил проект BBC Domesday Project (или «Судный день») в честь 900-летия Книги Страшного суда — свода материалов, созданных в 1086 году по приказу Вильгельма Завоевателя. Король заказал подробное исследование земельных владений своего королевства и объединил полученные данные в пятитомное издание, в настоящее время хранящееся в Национальном архиве Великобритании. В проекте BBC приняло участие более миллиона человек, включая детей примерно из 9000 школ по всей Великобритании, которых попросили задокументировать их родные города. Собранная с помощью краудсорсинга информация была объединена с профессиональными фотографиями, картами, видео-турами по историческим местам и всей переписью населения 1981 года. Впоследствии все данные были загружены на несколько лазерных дисков. Однако к началу 2000-х годов оказалось, что почти все физические носители проекта Domesday были сломаны или утеряны, а данные — безвозвратно потеряны.
Другим примером является программа НАСА Lunar Or, в рамках которой были сделаны подробные фотографии лунной поверхности. Все изображения были записаны на магнитные ленты, которые могли быть прочитаны только с помощью редкой модели LTO. По этой причине доступ к материалам был потерян на несколько десятилетий, его возобновили только после долгосрочного анализа данных и изучения механизма работы машин, записывающих информацию на магнитные ленты. Та же проблема постигла записи телеметрии «Бурана» во время его единственного полета.
В 1995 году правительство США чуть не потеряло доступ к части данных национальной переписи населения из-за устаревшей технологии поиска данных.
В 2019 году стало известно, что социальная сеть Myspace удалила всю музыку, загруженную на сайт в период с 2003 по 2015 год. Были удалены  примерно 53 млн файлов. Безвозвратная потеря данных вызвала широкую общественную  реакцию.
В декабре 2018 года правительство штата Мэн сообщило о потере большого количества документации, произведённой за 2005—2011 годы  администрацией губернаторов Ангуса Кинга и Джона Бальдаччи. В число утерянных данных вошла бо́льшая часть электронных писем, отправленных от лица правительства штата до 2008 года.
В 2019 году социальная сеть Google+ прекратила свою работу, удалив профили основателей и ведущих сотрудников компании — Сундара Пичаи, Эрика Шмидта, Сергея Брина и Ларри Пейджа. Это привело к потере данных о принятии некоторых ключевых решений в истории Google, например, разъяснений политики компании в отношении программы PRISM в 2013 году.

## Предотвращение

### Создание общих стандартов
Одним из главных условий повсеместного внедрения практик электронного архивирования является развитие общих стандартов по сохранению цифровых материалов. Так, впервые опубликованный в 1997 году международный стандарт Open Archival Information System (OAIS) определяет подходы и решения в области электронного архивирования. OAIS содержит описание «архивного пакета» и «цифровых объектов». Впоследствии стандарт стал прототипом для будущих инициатив по созданию электронных репозиториев, доступу к существующим базам данных и метаданным. В 2003 году OAIS утвердили в качестве международного стандарта IISO 14721:2003 «Базовая модель открытой архивной информационной системы» (Open Archival Information System) l (OAIS).
Другим основополагающим стандартом является DOD 5015.2, созданный в результате серии международных коллабораций InterPARES Project, инициированных в 1994—1997 годах Университетом Британской Колумбии совместно с Министерством обороны США и Национальным управлением архивов и документации США.

### Технические стратегии
«Цифровой тёмный век» можно предотвратить при внедрении ряда технических стратегий по сохранению электронных документов. Одной из таких стратегий является консервация — работа с материалами в оригинальных форматах и на оригинальных носителях. В результате исходная информация доступна в первозданном формате.
К другим способам архивирования относят эмуляцию (воспроизведение функциональной системы для обеспечения доступа к устаревшим файлам и форматам), инкапсуляцию (включение технического описания документа в состав самого цифрового объекта, благодаря чему уменьшается его зависимость от внешней среды), а также миграцию (перенос электронных документов на другие носители или же в другую операционную систему, например, с магнитной ленты на компакт-диск). Последний способ является одним из самых популярных, поскольку позволяет сохранить целостность цифрового материала и способность пользователей находить и использовать информацию и не зависеть от устаревания технологий. В отдельных случаях применяют археологию данных или спасение электронных объектов, которые стали недоступными из-за технологического устаревания и/или физической деградации. Однако ввиду высокой стоимости и отсутствия гарантий на восстановление использование подобного метода обычно считается вынужденной мерой.

### Архивирование интернета
В 1996 году в Сан-Франциско американский программист Брюстер Кейл основал некоммерческую организацию Архив Интернета. Деятельность «Архива» направлена на архивирование всей когда-либо опубликованной в интернете информации. Коллекция состоит из множества архивированных веб-сайтов, оцифрованных книг, аудио и видео файлов, игр, программного обеспечения. В 2001 году Кейл запустил отдельный сервис Wayback Machine, занимающийся сохранением веб-страниц с помощью поисковых роботов или веб-краулеров. Архивные снимки отображаются в формате HTML, JavaScript и CSS. На июль 2021 года Wayback Machine предоставлял доступ к более чем 591 млрд сохранённых веб-страниц.
К другим аналогичным проектам относят созданный Библиотекой Гарвардской школы права портал Perma.cc,  сайт archive.today, а также WebCite.

## Проекты
В 2007 году Национальные архивы Великобритании и Microsoft объявили о начале сотрудничества в сфере архивирования данных. В рамках совместного проекта компания работала с Британской библиотекой над установкой Virtual PC — программного пакета визуализации, позволяющим пользователем запускать сразу несколько операционных систем одновременно и получать доступ к устаревшим форматом Microsoft Office. Так, только в архивах Великобритании хранится около 580 терабайт данных, записанных на старых версиях Office.
В 2018 году по результатам ежегодного Всемирного экономического форума в Давосе было принято решение запустить Global Centre for Cybersecurity. Деятельность центра направлена на предотвращение наступления цифрового тёмного века. Над долгосрочным контролем и поддержанием электронных материалов работают службы цифрового хранения, такие как LOCKSS, HathiTrust и Portico.
В рамках борьбы с проблемой потери цифровых данных многие издания архивируют собственные выпуски. Так, The Economist предоставляет электронные копии каждого номера, начиная с первого выпуска в 1843 году, а The New York Times инициировала проект по сохранению онлайн-контента. На официальном сайте газеты размещена копия HTML-страниц с момента их первой публикации, с сохранением дизайна.
Одними из первых организаций, начавших разрабатывать практики по сохранению электронных писем, стали Архивы Смитсоновского института. В своих коллекциях Архивы хранят записи электронной почты, относящиеся к 1980-м годам и созданные с помощью ELM. Под руководством Библиотеки Конгресса  действовала архивная программа National Digital Information Infrastructure and Preservation Program, занимающаяся распространением информации о проблемах сохранения цифровых данных.
Архивированием научных работ занимаются такие проекты как Jstor, DSpace, arXiv.org, JSTOR, Public Library of Science (PLoS), BioMed Central. По состоянию на октябрь 2021 года Справочник журналов открытого доступа насчитывает более 16 900 журналов открытого доступа и более 5 млн статей.

## Критика
Отдельные исследователи и журналисты указывают на то, что повседневные цифровые данные не нуждаются в дополнительном архивировании по причине того, что интернет и так переполнен информацией, которую люди добавляют в свои аккаунты в социальных сетях. Поэтому у следующих поколений не будет проблем с доступом к информации. Другие критикуют термин за его предполагаемый «алармистский» характер. По мнению сторонников этой теории, в области сохранения данных уже был достигнут значительный прогресс и использование такой риторики только преувеличивает проблему и намеренно искажает ситуацию.